# Evreka
Evreka var en svensk sökmotor.
Evreka hade sitt ursprung i svenska Altavista som drevs av Telias dotterbolag Telia TeleCom i samarbete med företaget bakom amerikanska Altavista. Adressen var http://altavista.telia.com/ och tjänsten togs i drift den 1 oktober 1996. Detta var den första lanseringen av Altavista utanför USA och gjordes bland annat för att avlasta Altavistas amerikanska server.
Tjänsten fördes senare över till Scandinavia Online AB. I oktober 1998 bytte den namn till Evreka, men använde fortfarande Altavistas sökindex. I februari 2000 byttes Altavista ut mot norska Fast Search & Transfers index.
I slutet av 2001 köptes Scandinavia Online av Eniro. Namnet Evreka fanns kvar till den 15 maj 2003 när den nya portalen Eniro.se lanserades. Lanseringen hade föregåtts av ett avtal med Google som innebar att Eniro.se använde Googles sökindex.

## Källhänvisningar
1. ↑  ”Telia fick första Altavistakopian”. Datateknik. 29 augusti 1996.
2. ↑  ”Sökmotorerna får oss att hitta – och Altavista är länge dominanten”. Internetmuseum. https://www.internetmuseum.se/tidslinjen/sokmotorn-altavista-gor-succe/. Läst 5 december 2017.
3. ↑  ”Svenska Altavista blir Evreka i dag” (på svenska). DN.SE. 1 oktober 1998. https://www.dn.se/arkiv/jobb/svenska-altavista-blir-evreka-i-dag/. Läst 5 december 2017.
4. ↑  Eniro launches Sweden's premier search service - eniro.se Arkiverad 14 april 2015 hämtat från the Wayback Machine., 15 maj 2003
5. ↑  ”Eniro får Google som sökmotor”. Computer Sweden. https://computersweden.idg.se/2.2683/1.33046/eniro-far-google-som-sokmotor. Läst 5 december 2017.